# Dotter
Johanna Maria Jansson (Arvika, Värmland, Suecia; 10 de junio de 1987), conocida artísticamente como Dotter, es una cantante y compositora sueca.

## Biografía
Johanna Jansson creció en Arvika, donde pronto comenzó a dedicarse a la música. En la escuela, se hizo amiga del grupo Dizzy Woop, escribió su primera canción "Nobody Knows Me" a la edad de 10 años y estudió la rama de música en el instituto de educación secundaria Solbergagymnasiet. Desde la distancia, también comenzó a colaborar con productores para la composición de canciones, justo antes de mudarse a Estocolmo y educarse en Kulturama.  Además, lanzó su primer single "My Flower" en septiembre de 2014 y participó en el programa benéfico Musikhjälpen de Sveriges Radio P3 en diciembre de ese año.   
Con un fuerte compromiso con la naturaleza, los derechos de los animales y los problemas medioambientales, eligió el nombre artístico de Dotter ("hija" en castellano) porque se considera "hija de la Madre Tierra" y sigue un estilo de vida vegano. Su música también a menudo trata temas relacionados con el desarrollo personal y la espiritualidad, y también está influenciada por Jefferson Airplane, Joni Mitchell, First Aid Kit, Florence and the Machine, Lorde y Mø. A menudo colabora con el productor bosnio-sueco Dino Medanhodzic (su actual marido y padre de su hija nacida en octubre de 2022) y, a veces, incluso con el productor, con sede en Londres, Michael Angelo. 
En 2016 recibió el premio municipal de Arvika, su ciudad natal.
Antes del Melodifestivalen 2017, escribió la canción "A Million Years" junto con Thomas G:son, Peter Boström y Mariette Hansson, un tema que fue interpretado por esta última y que llegó a la ronda final, terminando en cuarto lugar.  Luego, hizo su debut como artista con la canción "Cry" en la tercera semifinal del Melodifestivalen 2018 en Malmö y durante la semana de la competición se convirtió en favorita de la prensa y de los fanes para pasar directamente a la final. Sin embargo, terminó en sexto lugar y fue eliminada. 
Por otra parte, fue una de las compositoras de "Victorious", cantada por Lina Hedlund en la tercera semifinal del Melodifestivalen 2019 y fue directamente a la final. Aun así, quedó en undécima y penúltima posición. 
Dotter también interpretó un sencillo llamado "Walk With Me" junto con Måns Zelmerlöw en un acto intermedio en el Andra Chansen (segunda oportunidad) durante el Melodifestivalen 2019 y continuó con la colaboración en una gira conjunta durante el otoño de 2019.  

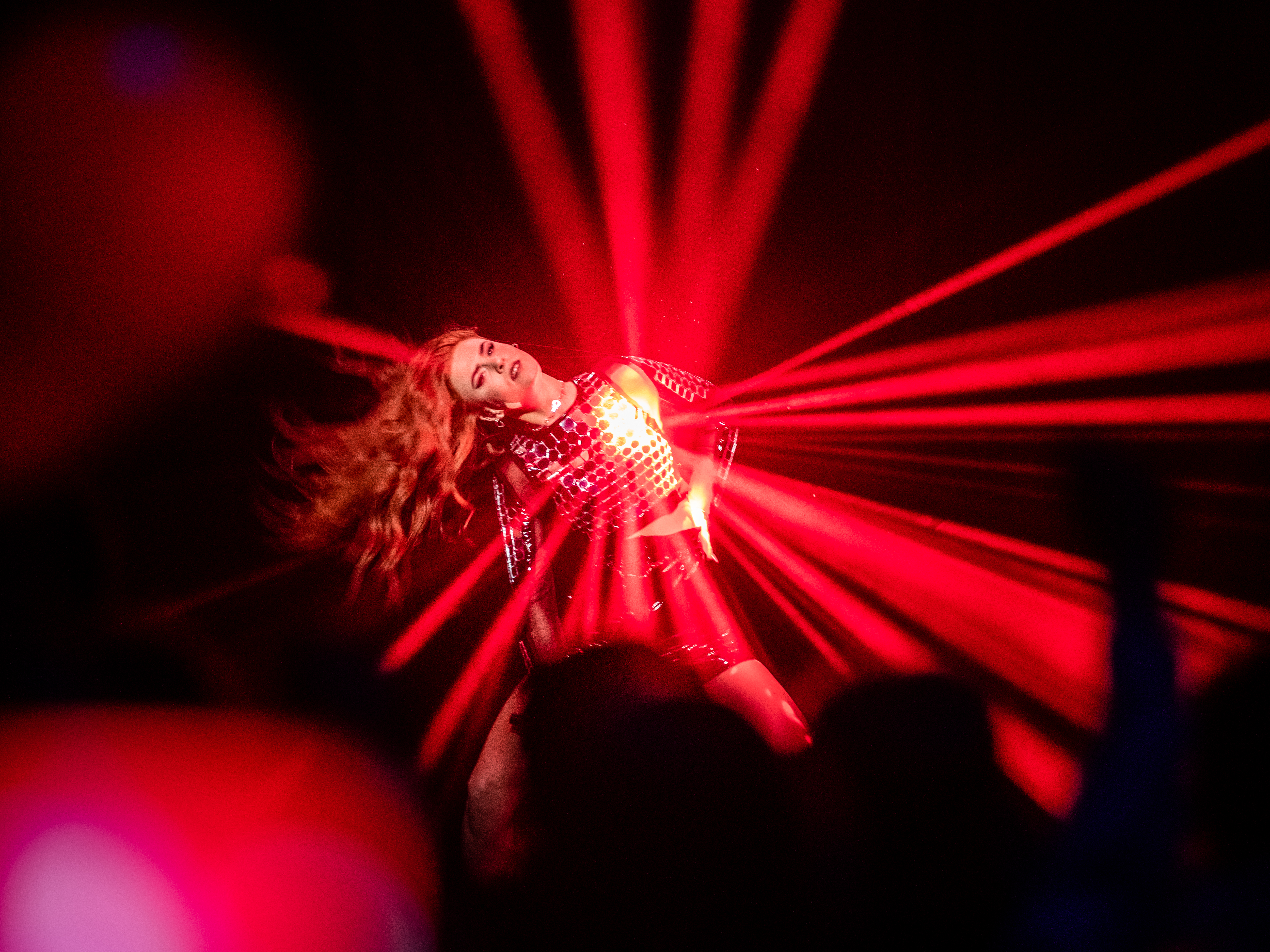
Dotter actuando en el Melodifestivalen 2020.

La artista volvió a participar en el Melodifestivalen 2020 con la canción "Bulletproof" que escribió junto con los compositores Dino Medanhodzic y Erik Dahlqvist. Llegó a la final después de competir en la segunda semifinal. Finalmente, quedó segunda tras una reñida votación con The Mamas, las ganadoras, por un único punto de diferencia en el televoto, ya que habían empatado en el jurado. Así, regresó un año más tarde con el tema "Little Tot", con el que quedó en cuarta posición en la final.
La cantante también fue elegida como la portavoz sueca en las votaciones del Festival de la Canción de Eurovisión 2022.
El primero de diciembre del 2023, se anunció que volvería a participar en el Melodifestivalen 2024 con la canción titulada "It's Not Easy to Write a Love Song" escrita y producida por ella misma junto a Dino Medanhodzic. Dotter interpretó esta canción en la cuarta gira del Melodifestivalen que se llevó a cabo el sábado 24 de febrero del 2024 en el Stiga Sports Arena de Eskilstuna, Suecia. También lo hizo en el Stockholm Pride el 1 de agosto de 2024.

## Discografía

### Sencillos
- 2014 – My Flower
- 2015 – Dive[12]
- 2016 – Creatures of the Sun[13][14]
- 2017 – Evolution
- 2017 – Rebellion
- 2018 – Cry
- 2018 – Heatwave
- 2019 – Walk With Me (colaboración con Måns Zelmerlöw)
- 2019 – I do
- 2020 – Bulletproof
- 2020 – Backfire
- 2020 – I'm sorry
- 2020 – Vintern jag var sexton
- 2020 – New Year
- 2021 – Little Tot
- 2021 – Jealous
- 2021 – (Just Can't) Hate U (Ryan Riback con la participación de Dotter)
- 2022 – Bon voyage
- 2022 – Varför
- 2022 – Only good die young
- 2022 – Lättdinstraheard
- 2023 – No room for love
- 2024 – It's Not Easy To Write a Love Song
- 2024 – We're In This Together
- 2024 – Christmas Winter Heart (colaboración con Lasse Skriver)
- 2025 – Sirens
- 2025 – Cotton Eye Joe (Single And Free) (colaboración con Stockholm Cowboys, Victor Crone y Stig Rästa)[15]